# Epirrhoe sandosaria
Epirrhoe sandosaria é uma espécie de insetos lepidópteros, mais especificamente de traças, pertencente à família Geometridae.
A autoridade científica da espécie é Gottlieb August Wilhelm Herrich-Schäffer, tendo sido descrita no ano de 1852.
Trata-se de uma espécie presente no território português.